# Hujwa (rzeka)
Hujwa (ukr. Гуйва) – rzeka na Ukrainie, prawy dopływ Teterewa.
Przy ujściu Pustochy do Hujwy leży wieś Nechworoszcz.